# オールドスクール (入れ墨)
オールドスクール (Old school) は、西洋の、あるいは、アメリカ合衆国における伝統的な入れ墨（タトゥー）で、太く黒い輪郭線（アウトライン）と限られた数の色づかいが特徴となっている。

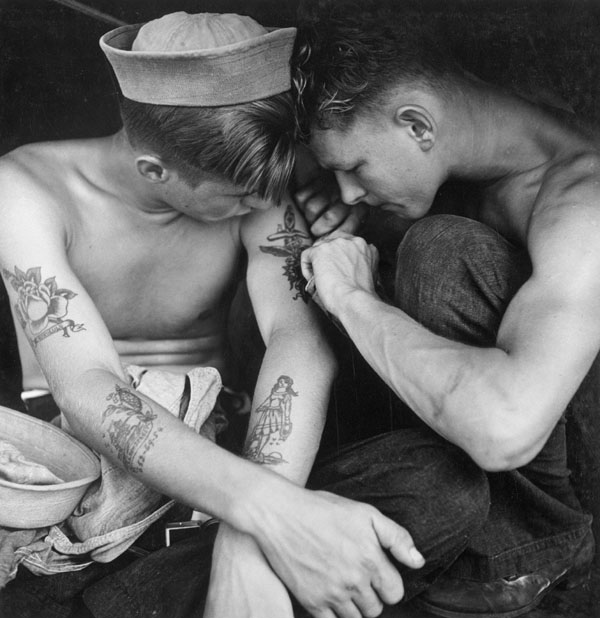
セーラータトゥー (ニュージャージー (戦艦)1944年)

## 著名な彫師
- セーラー・ジェリー（「船乗りジェリー」の意）として知られていた、ノーマン・キース・コリンズ（Norman Keith Collins、1911年 – 1973年）は、最もよく知られた伝統的な彫師のひとり[2]。
- ハルベルト・ホフマン（Herbert Hoffmann、1919年 – 2010年）は、1930年代からドイツで活動をはじめた彫師。同僚のカールマン・リヒター (Karlmann Richter)、アルベルト・コルネリッセン (Albert Cornelissen) とともに、2004年の映画『Flammend’ Herz』に取り上げられた。
- アムンド・ディーツェル（Amund Dietzel、1890年 – 1974年）は、ノルウェー生まれで、船乗りとして経験を積んだ後、アメリカ合衆国に定住した。「Master in Milwaukee」（ミルウォーキーの名人」の意）として知られた。
- バート・グリム（Bert Grimm、1900年 – 1985年）は、シカゴやセントルイスで活動した後、カリフォルニア州ロングビーチに移り、ザ・パイク（英語版）のニュー・パイク (Nu-Pike) に店を構えた。彼の店は、アメリカ合衆国本土において継続的に営業が続けられている最も古い歴史のある店といわれ、特に水兵/船乗りが入れ墨を入れる場所ともされていた。グリムはこの店を、1970年にボブ・ショウ (Bob Shaw) に売却した。

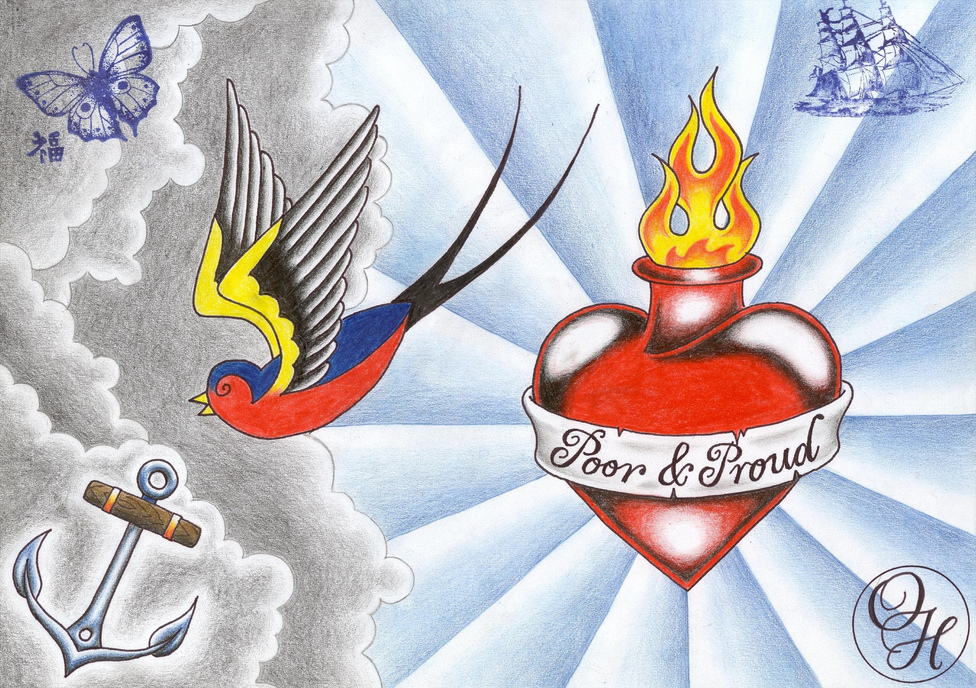
オールドスクールの入れ墨の意匠例。

- ボブ・ショウ (Bob Shaw、1926年 – 1993年）は、セントルイスでバート・グリムから入れ墨の手ほどきを受けた。後にはグリムの下で働き、1983年から1988年には、全国タトゥー協会 (the National Tattoo Association) の会長を務めた[3]。

## オールドスクールでよく用いられるモチーフ
オールドスクールの入れ墨によく用いられる意匠には以下のようなものがある。
- Native American tattoos - インディアン
- Pin-up tattoos - ピンナップガール
- Mermaid tattoos - 人魚
- Swallow and sparrow tattoos - ツバメ（Swallow tattoo）、スズメ
- Heart tattoos - 聖心(イエスの心臓)
- Anchor tattoos - 錨(アニメポパイも腕に錨の入れ墨がある)
- Eagle tattoos - 鷲
- Navy and other armed forces symbols - 海軍など、軍関係のシンボル類
- Dagger tattoos - ダガー（短剣）

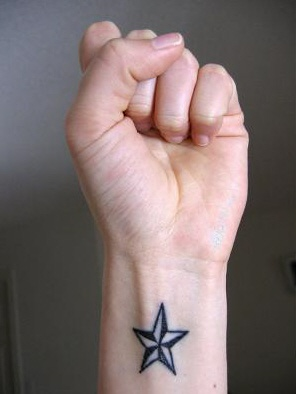
ノーティカルスターの入れ墨の例。

- Rose tattoos - バラ